# Турфанское ханство
Турфанское ханство (уйг. تۇرپان خانلىقى‎) иначе называемое Турфан и Чалыш или же Уйгуристан — государственное образование в северной части Восточного Туркестана, окончательно вошедшее в состав Яркендского ханства в 1570 году. При Мансур-хане проводило самостоятельную политику.

## История

### Период правления Султан Ахмад-хана
Сокращенное кочевое государство Султан-Ахмад-хана I часто вступало в конфликты с ойратами, киргизами и казахами. Согласно «Тарихи Рашиди», ойраты называли его Алача, "убийца". В 1482 году Хами был восстановлен в Кара Дель при Каншине, но в 1488 году Ахмад убил Каншина и отвоевал город. На следующий год Ахмад был изгнан из Кумула (Хами). В 1493 году Ахмад захватил правителя Кара Дель Шамбу и держал его в плену. Шамба получил поддержку от империи Мин, которая закрыла свои границы с Турфаном и изгнала своих торговцев с их рынков, что в конечном итоге вынудило Ахмада отказаться от своих амбиций в Хами из-за беспорядков в его государстве. В 1499 Ахмад захватил Кашгарию и Янгигисар у Мирзы Абу Бакра.

### Период правления Мансур-хана и Шах-хана
Около 1500 года Мухаммед Шейбани напал на брата Ахмада Махмуд-хана, который обратился к Ахмаду за помощью. Мухаммед победил и Ахмада, и Махмуда, захватив Ташкент и Сайрам. Ахмад был схвачен, но вскоре освобожден. Через год он умер в Аксу от паралича. Ему наследовал его старший сын Мансур-хан. Его правление началось с трудностей, связанных с могущественным кашгарским дуглатом Мирзой Абу Бакром, разграбившим города Куча и Аксу. В 1514 году брат Мансура Султан-Саид-хан захватил Кашгар, Яркенд и Хотан у Абу Бакра и вынудил его бежать в Ладакх. Это означало окончательное разделение Могулистана на два государства, причём Саид находился в Кашгаре, а Мансур — в Турфане, иначе известном как Уйгуристан .
В 1513 году Кара Дель подчинился Мансуру, а в 1517 году Мансур навсегда переехал в Хами, где начал набеги на империю Мин. Во время войны турфанцев с Китаем Мин отразила многочисленные набеги турфанцев под руководством Мансура, объединившегося с монголами под предводительством Ибрагима, бежавшего от правителя Северной Юань Бату-Мункэ Даяна, из-за споров о дани. В 1517, 1524 и 1528 годах разгорелись сражения. Мины отвергли многие миссии по сбору дани с Турфана. Мансур попытался напасть на Китай в 1524 году с 20 000 человек, но был разбит китайскими войсками. Силы Мин отбили войска турфанцев и монголов от их набега на район Сучжоу. Китайцы отказались снять экономическую блокаду и ограничения, которые привели к сражениям, и продолжали ограничивать дань Турфана и торговлю с Китаем. Турфанцы также присоединили Хами. Мансуру наследовал в 1545 году его сын Шах-хан. Шах сражался со своим братом Мухаммедом, который захватил часть Хами и вступил в союз с ойратами. Шах умер в 1570 году, и Мухаммед стал его преемником. Мухаммаду пришлось сражаться против третьего брата, Суфи Султана, который пытался заручиться поддержкой династии Мин в своих притязаниях на трон. После смерти Мухаммеда в 1570 году Турфанское ханство исчезает из исторических текстов. Последнее что о нем слышно, это посольства, посланные из Турфана в Пекин в 1647 и 1657 годах. Династия Цин считала их посольствами от настоящих чагатаидов .

### Период правления Абд ар-Рахим-хана

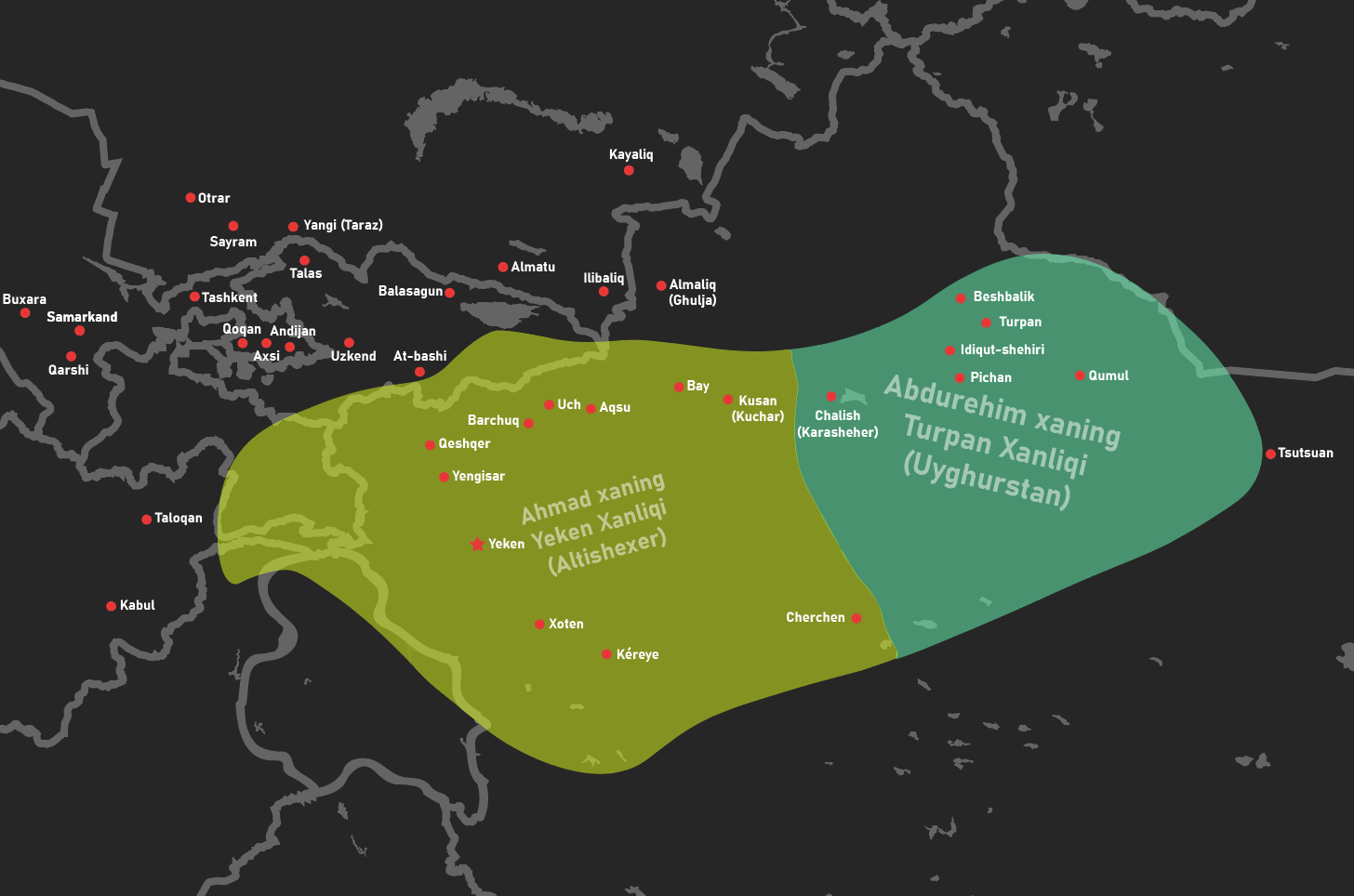
Могулистан (Яркендское Ханство) в период раздробленности между Яркендом (Шах Шуджа ад-Дин Ахмад-хан) и Турфаном (Абд ар-Рахим-хан) в начале XVII века

После смерти Мухаммад-хана в 1609 году, в правлении его сына Шах Шуджа ад-Дин Ахмад-хана резко обострилась борьба которую вел Ахмад-хан со своим дядей по отцу Абд ар-Рахим-ханом, который являлся практически независимым правителем Турфана и Чалыша. Закрепившись в Уйгуристане после того как он с помощью войск яркендского хана разгромил мятеж Худанбанде-султана, Абд ар-Рахим опираясь на свой удел и используя удалённость его от основных центров страны, повел сначала борьбу за независимость, а затем, когда добился прочного успеха, за распространении гегемонии на Яркенд и Кашгар. Его союзниками выступали такие казахские султаны как Искандар-султан и Ишим-хан, а также калмаки к помощи которых он прибегал после ухода казахов. Во время военных действий против города Аксу, хаким укреплённого поселения Кусана Абу-л Хали Макрит хитрым способом решил заставил Абд ар-Рахим-хана отступить от штурма крепости взяв в плен его родного сына Абдаллаха, хаким угрожал ему что если войска турфанцев войдут в крепость, то он лишит жизни сего ребёнка, опасаясь за судьбу сына хан покинул пределы Кусана, а Абдаллах остался жить у Абу-л Хали. По словам Шаха Махмуда Чураса, в общей сложности Абд ар-Рахим-хан оставался правителем в Уйгуристане в течение сорока лет, пока в 1634/35 году не покинул этот мир переступив порог семидесяти лет. У Абд ар-Рахим-хана было 9 сыновей, включая старшего сына Абдаллаха. Спустя несколько лет Абдаллах женится на дочери хакима и станет ханом вновь объединённого Могулистана.